# Burglengenfeld

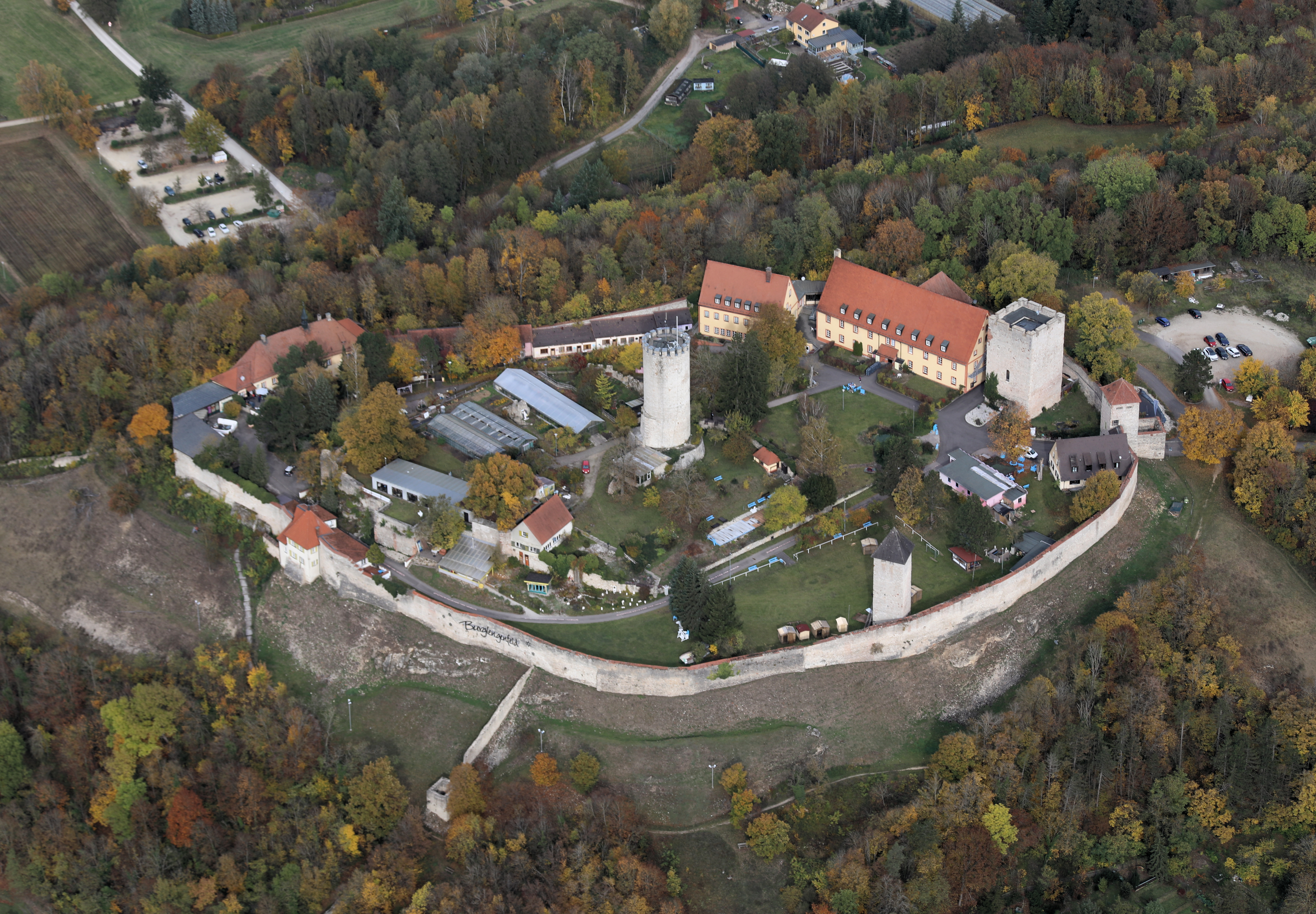
Burganlage (2023)

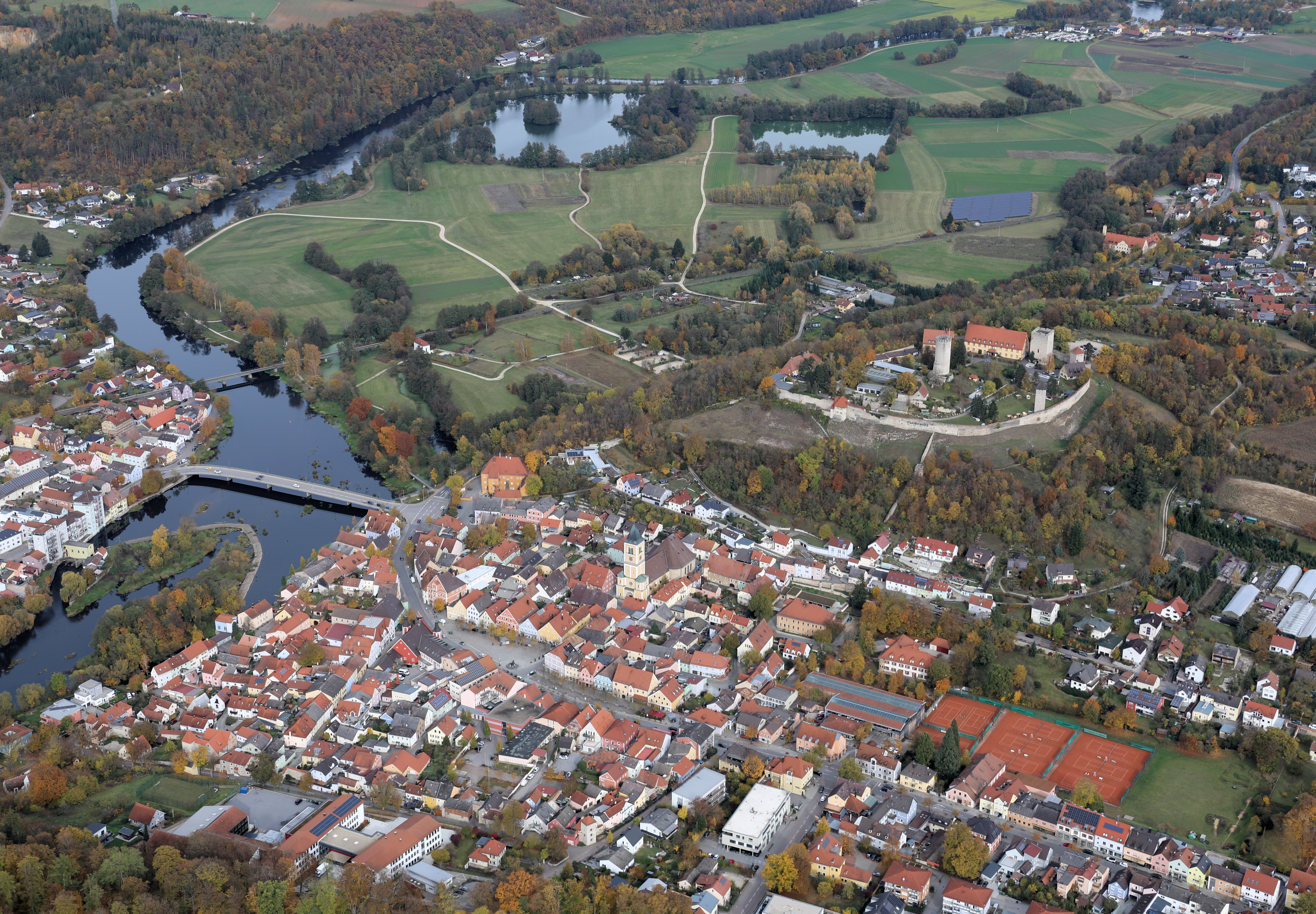
Burglengenfeld (2023)

Burglengenfeld ist eine Stadt im Oberpfälzer Landkreis Schwandorf in Ostbayern.

## Geographie
Die Stadt liegt an der Naab zwischen Regensburg, Schwandorf und Amberg. Gemeinsam mit Maxhütte-Haidhof und Teublitz bildet die Stadt ein Mittelzentrum, das sogenannte Städtedreieck.

### Nachbargemeinden
Die Nachbarstädte und -gemeinden sind im Uhrzeigersinn: Schwandorf, Teublitz, Saltendorf, Maxhütte-Haidhof, Regenstauf, Holzheim am Forst, Kallmünz, Hohenfels, Schmidmühlen und Rieden.

### Gemeindegliederung
Es gibt 48 Gemeindeteile (in Klammern ist der Siedlungstyp angegeben):
- Armensee (Weiler)
- Augustenhof (Dorf)
- Birkhof (Einöde)
- Bubenhof (Weiler)
- Burglengenfeld (Hauptort)
- Burgruine (Einöde)
- Dexhof (Einöde)
- Dietldorf (Pfarrdorf)
- Dirnau (Einöde)
- Eichlhof (Weiler)
- Engelhof (Einöde)
- Greinhof (Weiler)
- Greßthal (Einöde)
- Höchensee (Weiler)
- Hof (Weiler)
- Hub (Dorf)
- Kai (Weiler)
- Karlsberg
- Kastenhof (Einöde)
- Katzenhüll (Einöde)
- Kirchenbuch (Kirchdorf)
- Lamplhof (Einöde)
- Lanzenried (Kirchdorf)
- Loisnitz (Weiler)
- Machtlwies (Weiler)
- Mauthof (Einöde)
- Meilerhof (Einöde)
- Mossendorf (Dorf)
- Mühlberg (Weiler)
- Niederhof (Dorf)
- Oberbuch (Weiler)
- Pilsheim (Kirchdorf)
- Pistlwies (Dorf)
- Plattenhof (Einöde)
- Pöpplhof (Weiler)
- Pottenstetten (Kirchdorf)
- Rammertshof (Einöde)
- Rödlhof (Einöde)
- Saaß (Dorf)
- Schlag (Weiler)
- See (Dorf)
- Straß (Einöde)
- Untersdorf (Weiler)
- Wasenhütte (Einöde)
- Weiherhof (Einöde)
- Witzlarn (Weiler)
- Wölland (Dorf)
- Ziegelhütte (Einöde)

Die Kernstadt gliedert sich in fünf Stadtteile: Altstadt, Wölland, Sand, Neubruch und Vorstadt (westlich der Naab).

## Geschichte
Funde weisen auf erste Siedlungen zwischen 3000 und 1800 v. Chr. hin. Älteste Reihengräberfunde des frühen 7. Jahrhunderts verweisen auf eine Siedlungskontinuität des Platzes bis in die Zeit um 600 n. Chr.
Bereits 817 war mit dem Almenhof eine Siedlung im heutigen Stadtbereich von Burglengenfeld genannt worden. Der Ort Lengenfeld selbst wurde zum ersten Mal 1123 in einer Urkunde des Klosters Ensdorf als „Lengenfelt“ (Kopie des 15. Jhs.) erwähnt. Um etwa 1133 wurde der Ort als „Lenginuelt“ bezeichnet, 1205 als „castrum (Burg) Lengenvelt“, 1356 als „Purcklengefelt“, 1484 als „Burcklengfeld“, 1546 als „Burcklengenfeldt“ und 1702 schließlich in der heute gültigen Schreibweise des Ortsnamens. Als ursprüngliche Bezeichnung kann man das althochdeutsche *ze demo langīn velde, d. h. beim langen Feld, erschließen.
Im Ortsteil Kai wird 1387 ein Eisenhammer genannt, der Mitglied in der Oberpfälzer Hammereinigung war; er stand im Eigentum des Wolfart Erlböckh („Wolffhart Erelbeck mit dem hamer zu der Dreschelmül (Troschelhammer) vnd mit dem hamer zu dem Gehay (Kai) vnd den hamer zu Sehsenreut Sassenreuth“).
Im Jahr 2018 fand ein dreijähriger Junge beim Spielen eine aus dem Byzantinischen Reich stammende rund 1000 Jahre alte Münze. Auf der Münze ist auf der Vorderseite eine Christusbüste mit Bart und Krönungsmantel abgebildet. Die Rückseite trägt ein Kreuz mit der Aufschrift „IS-XS“ und „bAS-ILɛ/bAS-ILɛ“ (Christus, König der Könige).
Nach dem Landshuter Erbfolgekrieg wurde Burglengenfeld dem neu geschaffenen Wittelsbacher Herzogtum Pfalz-Neuburg zugeschlagen.
1542 erhielt Burglengenfeld Stadtrechte und ein Wappen.
1777 beerbte die Linie Pfalz-Neuburg die bayerische Linie des Hauses Wittelsbach, Burglengenfeld war damit im Besitz des bayerischen Herzogs. 1803 wurde im Verlauf der Verwaltungsneugliederung Bayerns das Landgericht Burglengenfeld errichtet. Dessen Verwaltungsaufgaben wurden ab 1862 an das Bezirksamt Burglengenfeld, den späteren Landkreis abgegeben.

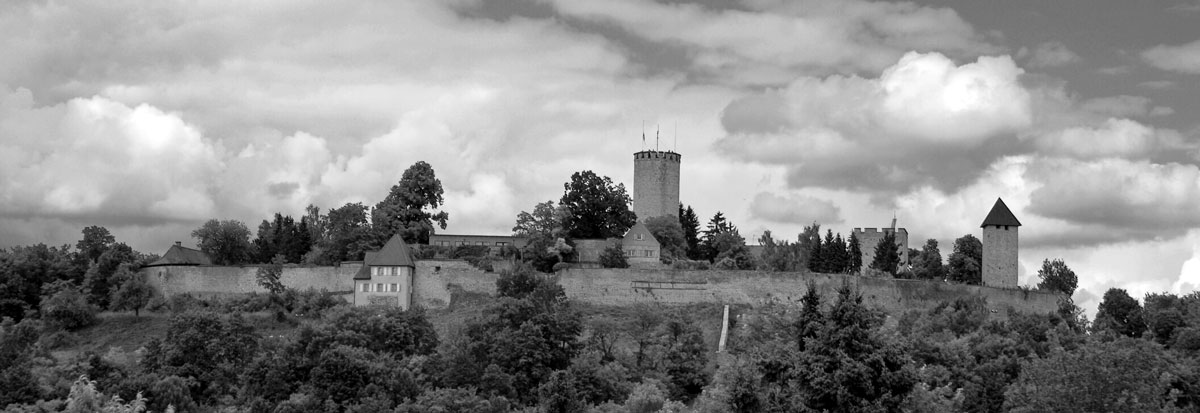
Burg Burglengenfeld
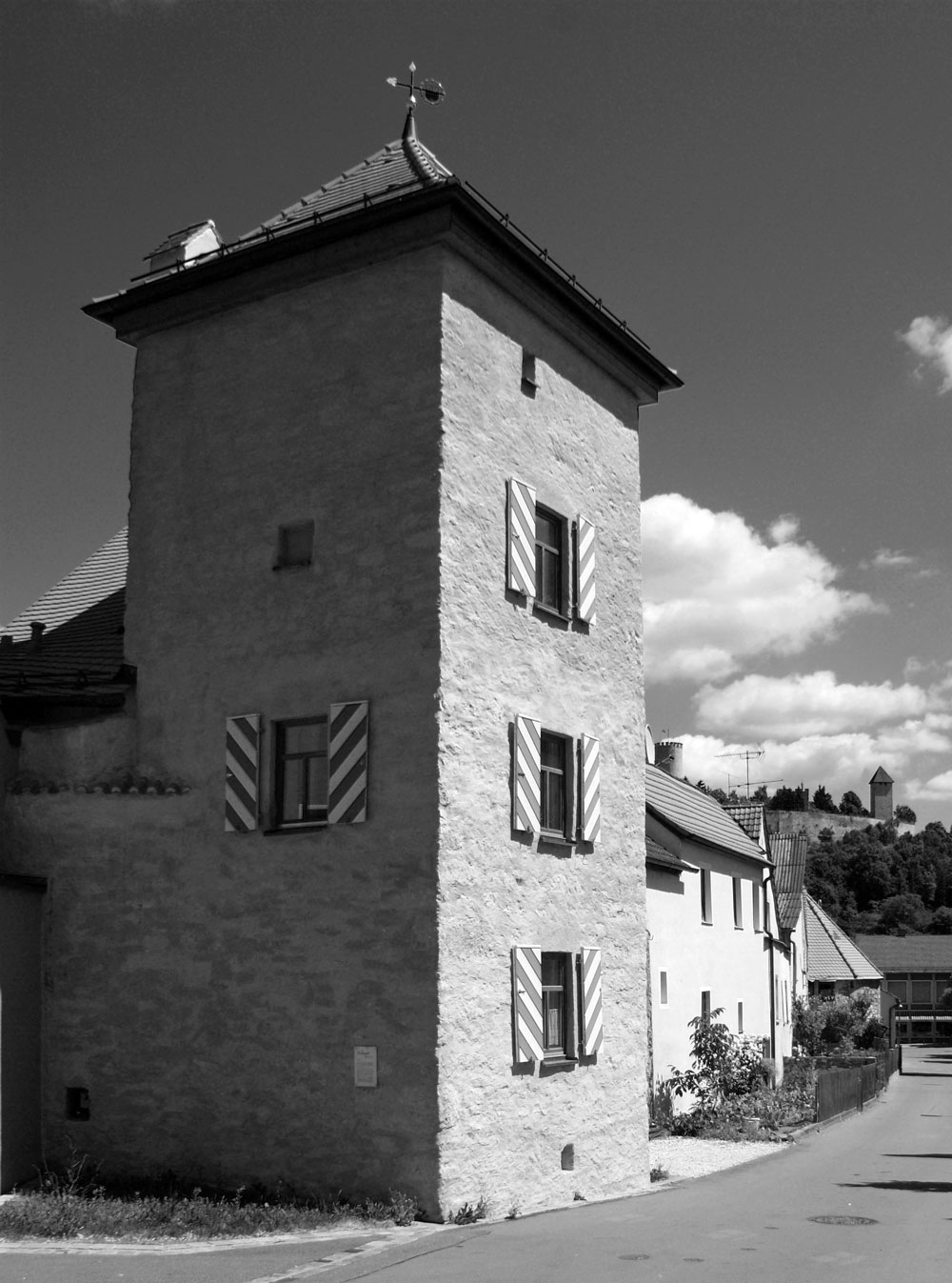
Örtlturm
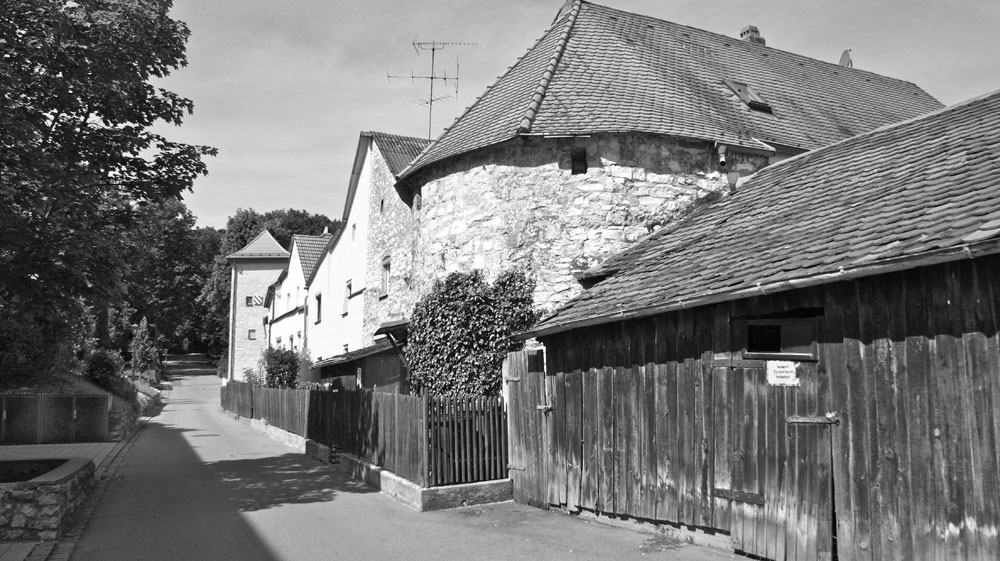
Stadtmauerpartie
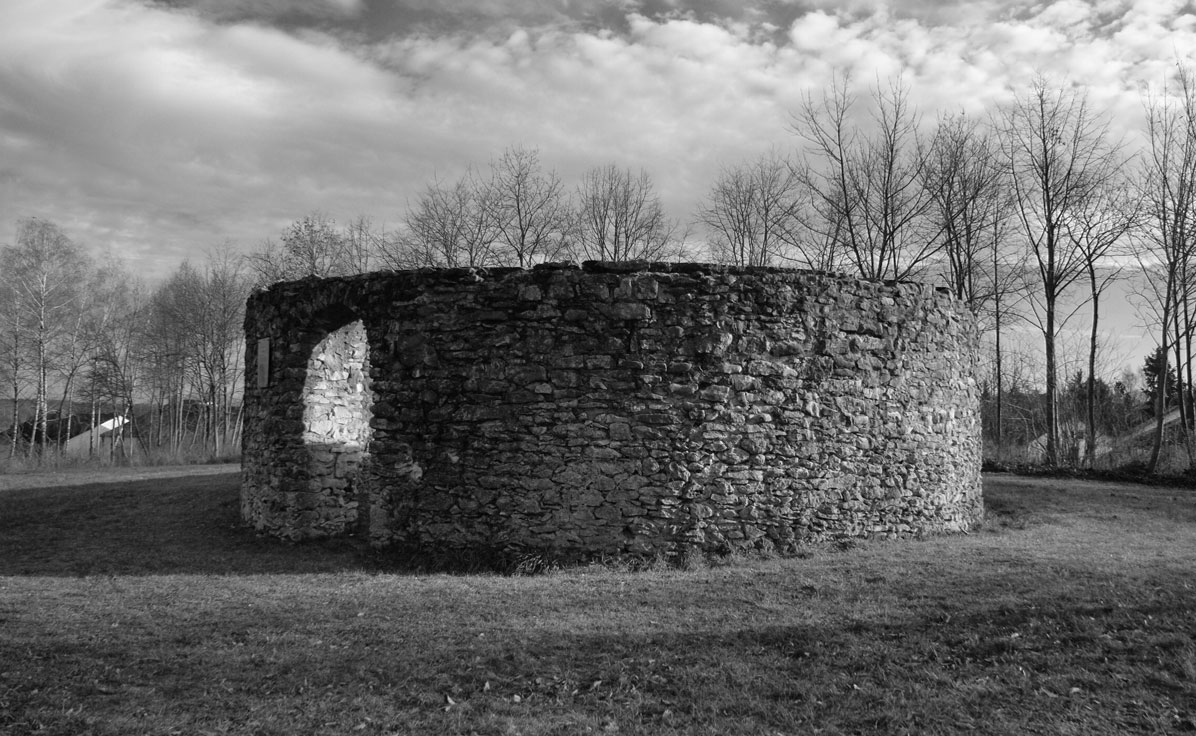
Mittelalterlicher Galgen
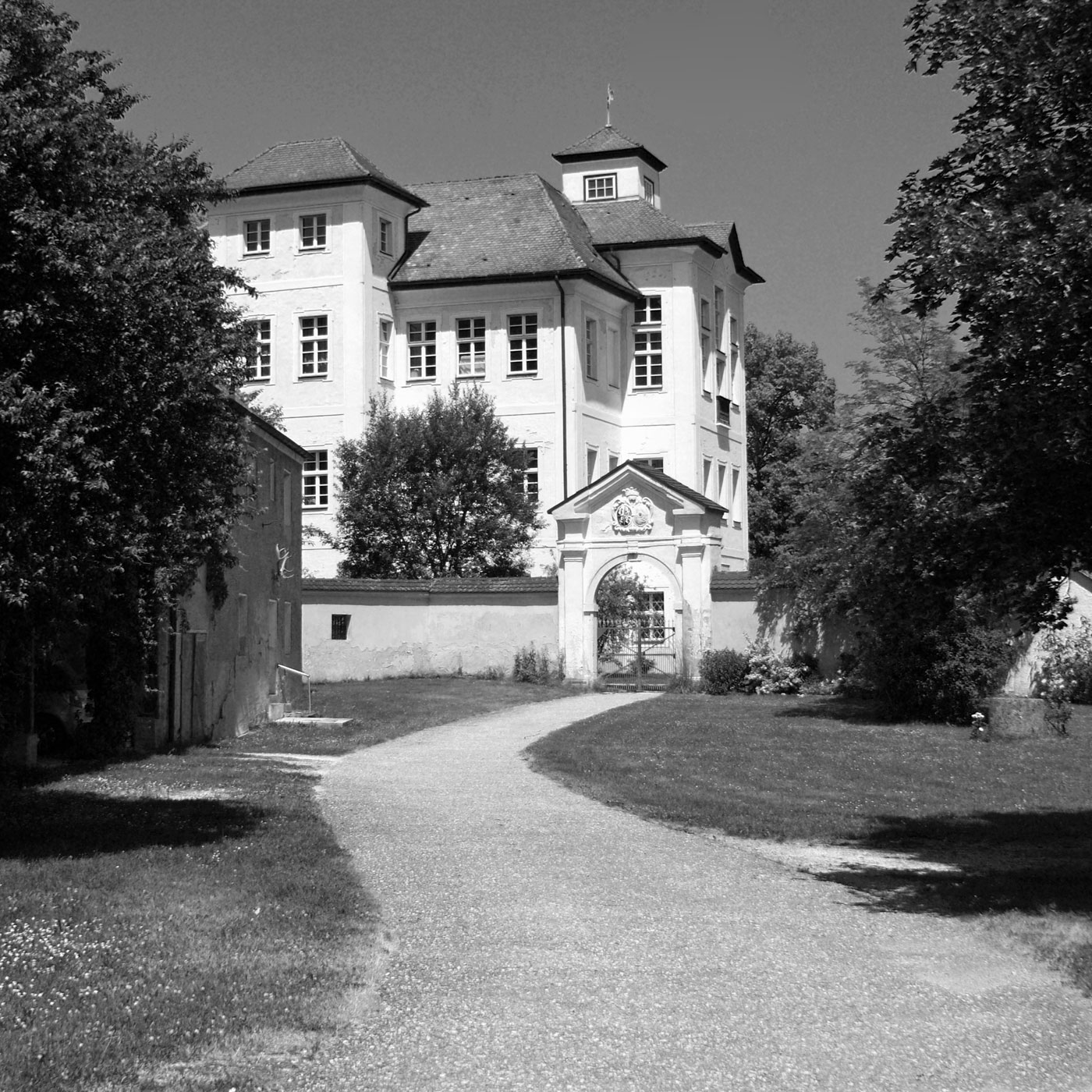
Schloss Dietldorf

### Eingemeindungen
Im Zuge der Gebietsreform in Bayern wurde der Gemeindeteil Augustenhof der Gemeinde Saltendorf am 1. Januar 1972 nach Burglengenfeld umgegliedert. Am 1. Juli desselben Jahres wurden Büchheim, Dietldorf und Teile von Höchensee, Lanzenried und See eingegliedert. Am 1. Mai 1978 folgten Pottenstetten sowie Teile von Fischbach an der Naab.

### Einwohnerstatistik
Zwischen 1988 und 2018 wuchs die Stadt von 10.461 auf 13.554 um 3.093 Einwohner bzw. um 29,6 %. Gemäß dem Zensus 2022 wuchs die Stadt weiter auf 14.459 Einwohner (Stand Mai 2022).

### Konfessionsstatistik
Der Anteil der Protestanten und Katholiken an der Gesamtbevölkerung sinkt. Gemäß dem Zensus 2022 waren 54,5 % der Einwohner katholisch, 10,3 % evangelisch, und 35,2 % waren konfessionslos, gehörten einer anderen Glaubensgemeinschaft an oder machten keine Angabe.

### Landkreis Burglengenfeld
Der Landkreis Burglengenfeld war ein Landkreis im bayerischen Regierungsbezirk Oberpfalz.
Bis zu seiner Auflösung umfasste der Landkreis 50 Gemeinden. Die größten Orte waren Burglengenfeld, Maxhütte-Haidhof und Teublitz.
Am 1. Juli 1972 wurde dieser im Zuge der Gebietsreform in Bayern aufgelöst und zusammen mit den ehemaligen Landkreisen Oberviechtach, Nabburg und Neunburg vorm Wald sowie der bis dahin kreisfreien Stadt Schwandorf zum Landkreis Schwandorf in Bayern (ab dem 1. Mai 1973 Landkreis Schwandorf) zusammengefasst.
Einige Gemeinden kamen zum Landkreis Regensburg, Schmidmühlen kam zum Landkreis Amberg.

## Religion

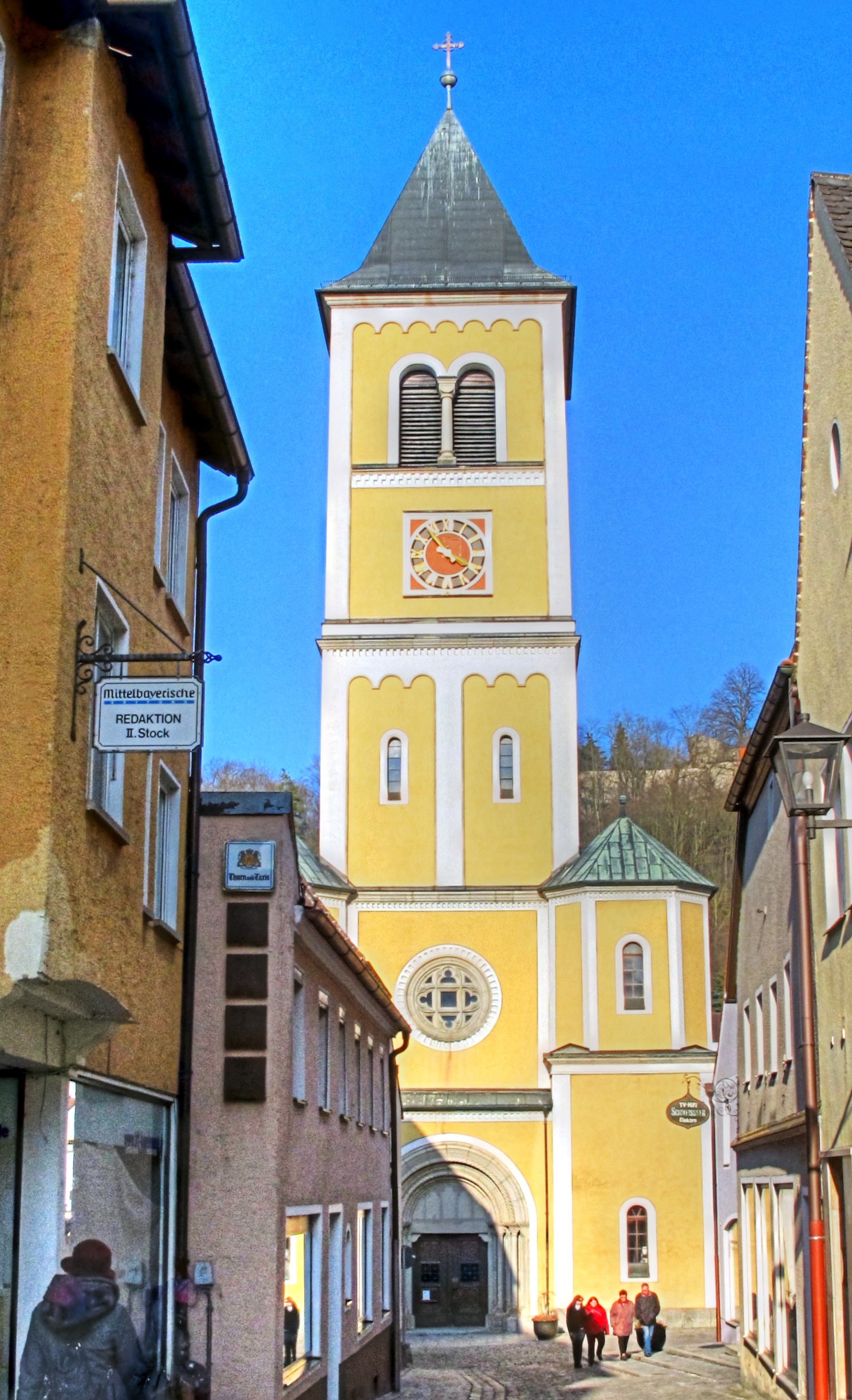
Stadtpfarrkirche St. Vitus

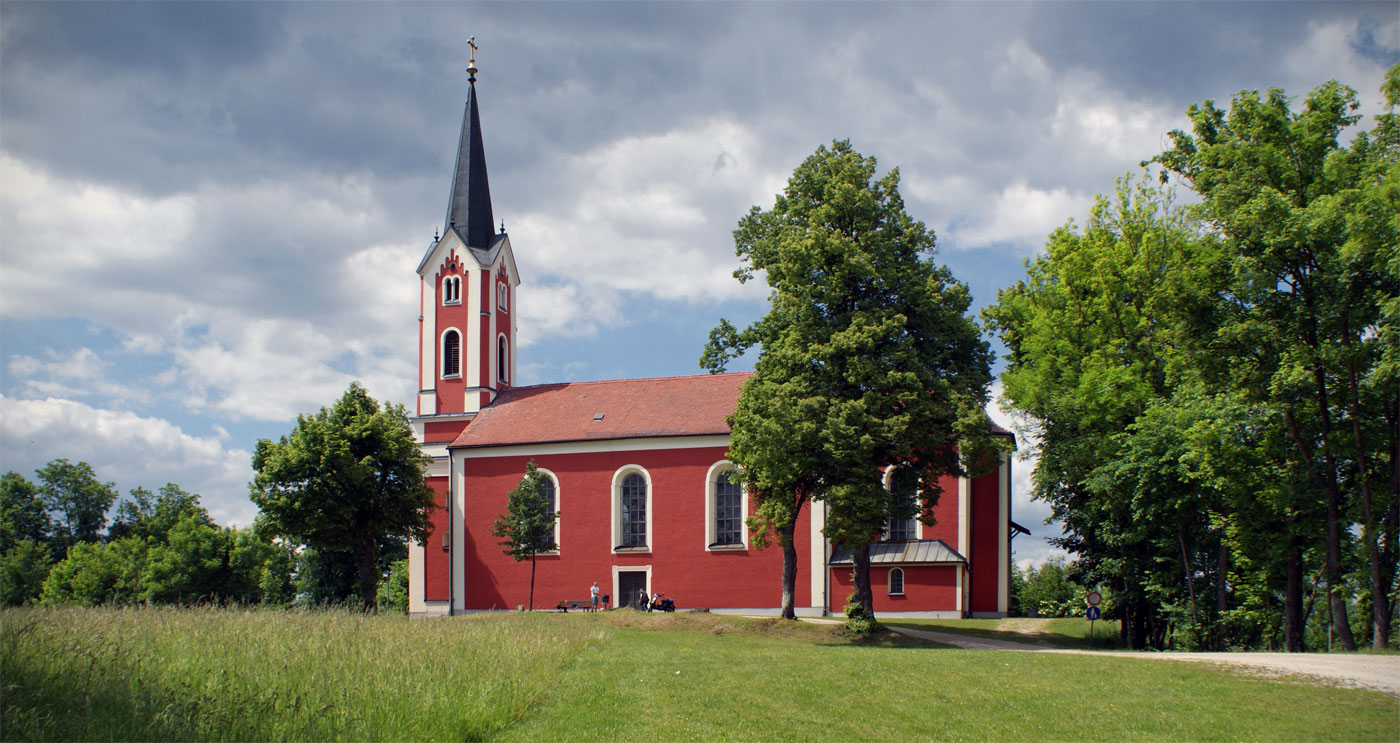
Kreuzbergkirche Burglengenfeld

Kirchen der römisch-katholischen Kirche:
- Die katholische Stadtpfarrkirche St. Vitus wurde urkundlich erstmals Anfang des 14. Jahrhunderts erwähnt. In den nachfolgenden Jahrhunderten erfolgten zahlreiche Umbauten, Renovierungen und Erweiterungen, die den heutigen uneinheitlichen Charakter des Gebäudes erklären. Die Einweihung des Hochaltars in seiner jetzigen Form erfolgte im Jahr 1941.[12][13]
- Die Kirche St. Josef (Fertigstellung 1979, Architekt Franz Kießling) im Viertel Am Sand gilt als radikal moderner Kirchenbau und ist mehrfach preisgekrönt: 1982 Jahrespreis Bund Deutscher Architekten und Deutscher Holzbaupreis, 1983 Deutscher Architekturpreis, als Höhepunkt 1984 der Mies-van-der-Rohe-Preis.
- Die 1714 erbaute Sebastiankirche in der Vorstadt an der Naabbrücke verdankt ihre Errichtung einem Gelübde zur Pestzeit. Als 1898 die Eisenbahn Burglengenfeld erreichte, wurde das Gebäude um 60 Meter versetzt und 1902 an der neuen Stelle eingeweiht.
- Die katholische Kreuzbergkirche Hl. Dreifaltigkeit ist eine Wallfahrtskirche auf dem Kreuzberg.

Evangelisch-Lutherische Kirche:
- Die Christuskirche wurde 1717 zum ersten Mal eingeweiht, damals als Kapuziner-Klosterkirche. Erst seit 1960 ist sie eigenständig und war vorher eine Tochtergemeinde von Maxhütte-Haidhof.[14][15]

Zeugen Jehovas:
- Versammlung Burglengenfeld

Muslimische Gemeinden:
- Türkische Gemeinde (DİTİB) Burglengenfeld

## Politik

### Stadtrat
Bei der Kommunalwahl vom 15. März 2020 führte das nebenstehend dargestellte Ergebnis zu folgender Sitzverteilung im Stadtrat:
- Linke: 1
- SPD: 8
- Grüne: 1
- FWL: 2
- BWG: 2
- BfB: 1
- CSU: 8
- JU: 1

### Bürgermeister
- 1970–1990: Stefan Bawidamann (CSU/FW)
- 1990–2014: Heinz Karg (SPD, ab Januar 2014 BWG)
- 2014–0000: Thomas Gesche (CSU)

Bei der Kommunalwahl 2020 wurde Thomas Gesche in der Stichwahl mit 53,9 % der Stimmen wiedergewählt.

### Ortssprecher
- Josef Auer jun., Pilsheim
- Jürgen Ehrnsperger, Büchheim
- Yvonne Feuerer, See

### Wappen
| Wappen von Burglengenfeld | Blasonierung: „Unter schwarzem Schildhaupt, darin ein herschauender, rot gekrönter goldener Löwenkopf, die bayerischen Rauten, denen nebeneinander ein rot bedachter silberner Turm und ein grüner Lindenbaum auf einem grünen Dreiberg aufgelegt sind.“ |
| Wappen von Burglengenfeld | Wappenbegründung: Der Burgturm ist ein redendes Element für den Ortsnamen. Der grüne Dreiberg symbolisiert die Lage der Stadt zwischen drei Hügeln, Burgberg, Kreuzberg und Brunnberg. Der Rautenschild und der Löwenkopf verweisen auf die wittelsbachische Ortsherrschaft. Das erste Marktsiegel (nach 1426) zeigt nur Burgturm und Baum auf Dreiberg; diese Figuren sind im zweiten Siegel (ausgehendes 15. Jahrhundert) dem Rautenschild aufgelegt, hinter dem der heilige Georg als Drachentöter steht. Der heilige Georg allein war als Kirchenpatron auch Siegelbild des Pfarrers Hans Weiß, der bis 1425 für den Markt siegelte. Anlässlich der Stadterhebung 1542 erfolgte die Bestätigung des bisherigen Wappens und eine Mehrung durch Hinzufügung des Schildhauptes mit dem pfalzbayerischen Löwen. Die neueren Dienstsiegel zeigen nur den Wappenschild ohne den heiligen Georg als Schildhalter. |

### Städtepartnerschaften
Es gibt folgende Städtepartnerschaften:
- Pithiviers (Frankreich)
- Johanngeorgenstadt (Deutschland)
- Radotín (Tschechien)

## Kultur und Sehenswürdigkeiten

### Burg
Noch heute stellt die Burganlage, mit rund 2,4 ha die größte der Oberpfalz, eines der Wahrzeichen der Stadt dar. Die Burg beherbergt heute ein Heilpädagogisches Zentrum. Öffentliche Führungen finden alljährlich zwischen Mai und Oktober statt.

### Anti-WAAhnsinns-Festival
1986 wurde über Burglengenfeld auch außerhalb Deutschlands berichtet, als die Demonstrationen gegen eine geplante Wiederaufarbeitungsanlage Wackersdorf ihren Höhepunkt im Anti-WAAhnsinns-Festival am 26. und 27. Juli 1986 erreichten. Drei Monate nach der Katastrophe von Tschernobyl traten vor rund 100.000 Menschen bekannte deutschsprachige Musiker und Bands auf. Der WAA-Bau scheiterte 1989. Auf dem Veranstaltungsgelände Lanzenanger erinnert heute ein Gedenkstein an das Anti-Atom-Festival.

### Museen
- Oberpfälzer Volkskundemuseum

### Musik
- Kommunaler Musikunterricht
- Musikkapelle St. Vitus Burglengenfeld

### Bauwerke
Die Altstadt steht als Ensemble komplett unter Denkmalschutz. Seit Mitte der 1970er Jahre betreibt die Stadt mit enormem finanziellen Aufwand, gefördert durch den Freistaat Bayern und in Teilen durch die Europäische Union, eine Altstadtsanierung. Zu den Sehenswürdigkeiten zählen: die Altstadt mit Ackerbürgerhäusern, das historische Rathaus (erbaut um 1600) mit Renaissance-Brautzimmer, das Altmannsche Schlösschen, die Stadtmauer mit Wehrgang, die mittelalterliche Bierkelleranlage, der Zaschkahof, die Große Kanzlei (erbaut um 1540), die katholische Pfarrkirche St. Vitus mit Epitaph (1541) von Loy Hering, die St.-Anna-Friedhofskapelle mit Epitaphen aus dem 15. und 16. Jahrhundert, die evangelische Christuskirche (ehemaliges Kapuzinerkloster, erbaut um 1706), die Kreuzbergkirche mit sehenswerter Innenausstattung, die Burg (im Kern aus dem 12. Jahrhundert, im 16. Jahrhundert erweitert), sowie die Pfarrkirche und das Schloss in Dietldorf und die Pfarrkirchen in Pottenstetten, Lanzenried, Kirchenbuch und Pilsheim.

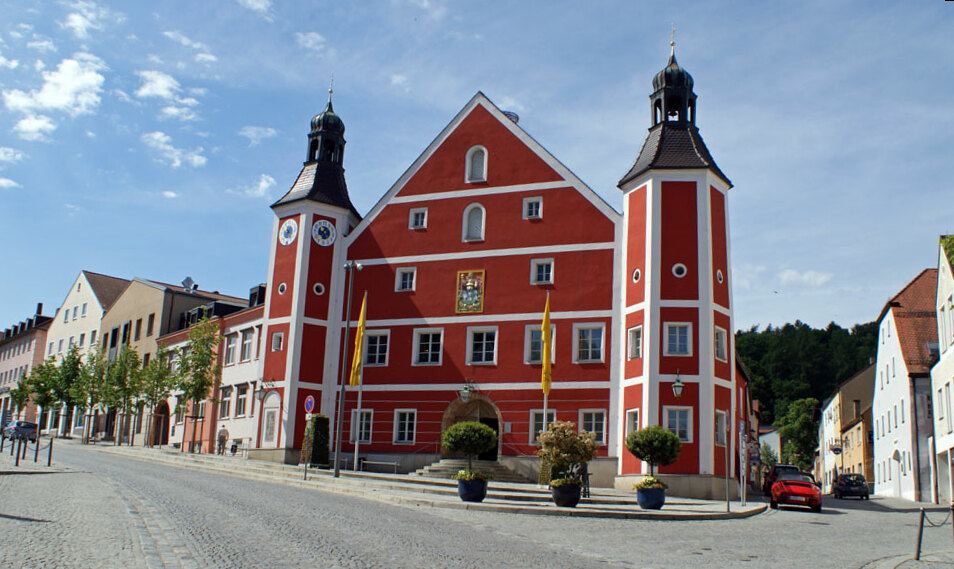
Historisches Rathaus
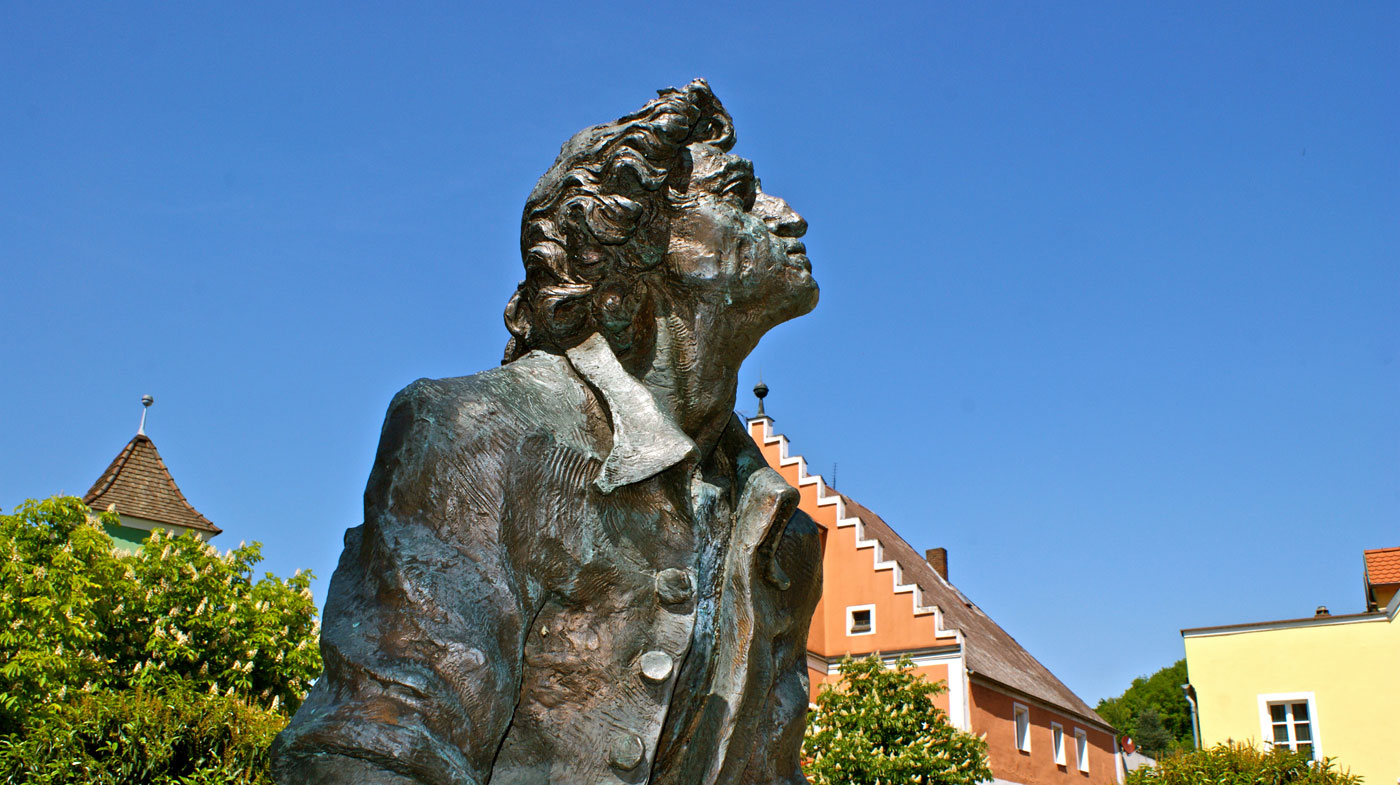
Johann Michael Fischer Standbild
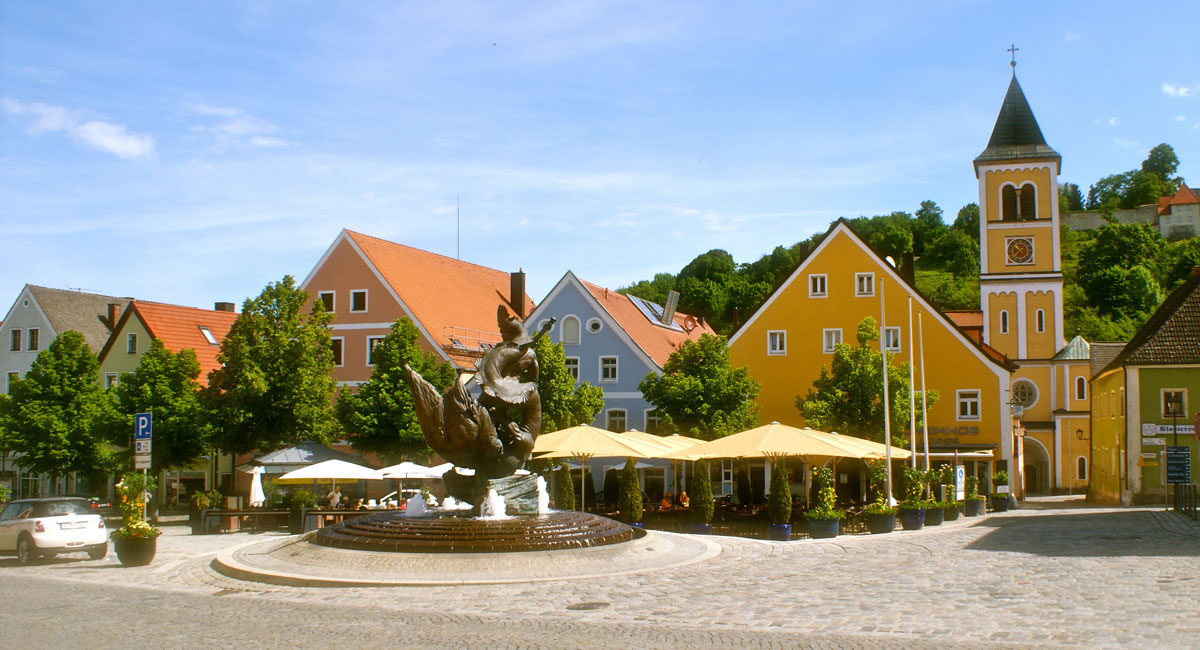
Altstadthäuser am Marktplatz
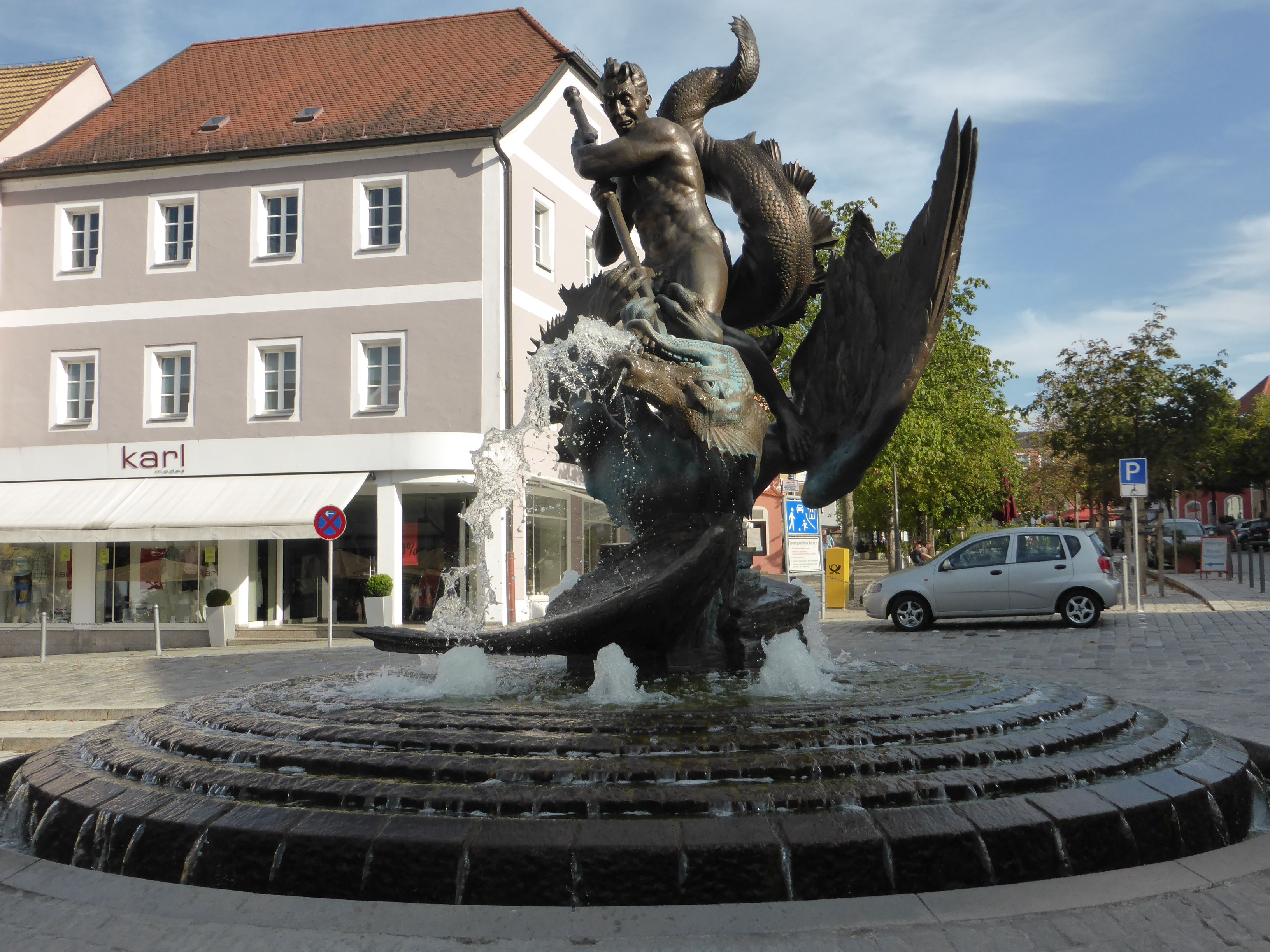
Stadtbrunnen
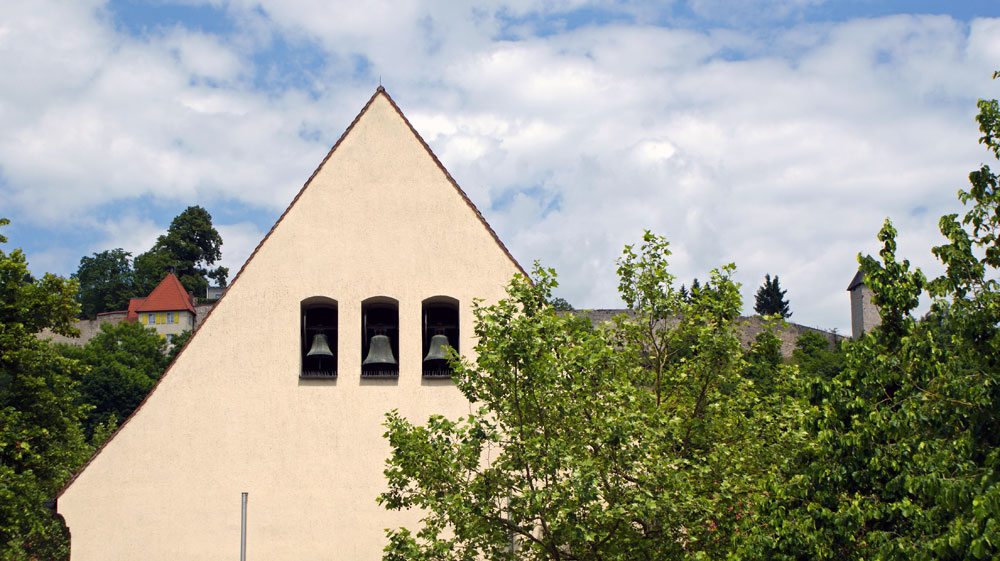
Christuskirche (Ehemalige Klosterkirche)

### Parks
- Kreuzberg
- Galgenberg
- Allee am Kreuzberg
- Irl
- Naherholungsgebiet Naabauen
- Naherholung „Lanzn“
- Kammerer-Allee

### Friedhof
Auf dem Ortsfriedhof erinnert ein Ehrengrab mit Gedenkstein an den Arbeiterführer Josef Schmid, der als ehemaliger Vorsitzender eines Arbeiterrats in der Novemberrevolution 1918 von den NS-Machthabern mehrfach inhaftiert wurde und 1945 im befreiten KZ Dachau an den Folgen einer Injektion durch einen SS-Arzt verstarb.

### Sport
Es gibt mehrere Turnhallen, Sportplätze, das Ganzjahresbad „Bulmare“, einen Kunstrasenplatz und Rad- und Wanderwege.

#### Fußball
Der ASV Burglengenfeld spielt derzeit (Stand: 2023) in der Landesliga Bayern Mitte. In den 1970er und 1980er Jahren war die 1. Mannschaft in die Fußball-Landesliga Bayern aufgestiegen, die damals viertklassig war. Einen der größten Erfolge feierte die 1. Mannschaft im DFB-Pokal. Der ASV erreichte die zweite Runde und verlor im Regensburger Jahnstadion gegen Werder Bremen mit 0:3.

#### Leichtathletik
Der TV Burglengenfeld hat bereits zahlreiche Bayerische Meisterschaften errungen und zählt damit zu den erfolgreichsten Leichtathletikvereinen Bayerns. Aktuell sind die Männer der 4 × 400-m-Staffel 3. Bayerische Meister.

#### Karate
Im TV Burglengenfeld ist auch das Shotokan-Karate-Dōjō integriert, das zu den ältesten Karatevereinen Bayerns zählt (gegr. 1972). Zahlreiche Dan-Träger sind aus ihm hervorgegangen; das Kata-Damen-Team wurde 2012 bei den Bayerischen Meisterschaften drittes und bei den deutschen Meisterschaften fünftes.

#### Basketball
Eine weitere Sparte des TV Burglengenfeld ist die Abteilung Basketball. Die Herrenmannschaft der Blizzards Burglengenfeld spielt derzeit in der Bezirksliga Oberpfalz. Des Weiteren bilden zwei erfolgreiche Jugendmannschaften in der Bezirks- beziehungsweise Bezirksoberliga die Nachwuchsabteilung.

### Freizeiteinrichtungen (Auswahl)
Neben dem Erlebnis- und Wohlfühlbad Bulmare gibt es die Stadtbibliothek, den Bürgertreff am Europaplatz, das selbstverwaltete Jugendzentrum, ein DFB-Mini-Spielfeld sowie eine Skaterbahn. Seit November 2011 besitzt Burglengenfeld das sogenannte Erlebniskino Starmexx.

### Regelmäßige Veranstaltungen
- Bürgerfest (alle drei Jahre am dritten Augustwochenende)
- Hoffest-Open Air im selbstverwalteten Jugendzentrum, jährlich, Ende Juni
- Verschiedene kulturelle und musikalische Veranstaltungen auf der Piazza der Stadthalle („Kultursommer“)
- Europafest
- Italienische Nacht, jährlich, Ende Juni
- Vorstadtfest
- Kellergassenfest
- Irlfest
- Städtisches Kinderfest (in Jahren ohne Bürgerfest)
- Vier Jahrmärkte mit verkaufsoffenen Sonntagen

### Lokale Medien
- Die Mittelbayerische Zeitung und Der neue Tag sind die lokalen Tageszeitungen der Region. Darüber hinaus gibt es kostenlose Anzeigenblätter, die ebenfalls Artikel über lokale Ereignisse enthalten.
- Die Stadt ist Teil des Sendegebietes der lokalen Radiosender Radio Charivari und Gong FM aus Regensburg. Die Regensburger Frequenzen dieser Sender sind in Burglengenfeld nicht überall optimal zu empfangen, daher werden sie u. a. zusätzlich vom Sender Hackelberg bei Pistlwies ausgestrahlt.
- Burglengenfeld gehört zudem zum Sendegebiet des lokalen Regensburger TV-Senders TVaktuell (kurz: TVA), welcher im örtlichen Kabelnetz eingespeist ist.

## Wirtschaft und Infrastruktur

### Verkehr
Der Ort ist per KFZ über die Bundesautobahn 93, die Bundesstraße 15 und die Staatsstraße 2235 zu erreichen. Nachdem 1899 ein Eisenbahnanschluss gebaut wurde, dient die Bahnstrecke Haidhof–Burglengenfeld seit 1967 nur mehr dem Gütertransport zum Zementwerk. Eine Wiederaufnahme des SPNV auf der Strecke wäre grundsätzlich möglich. Hierzu laufen seit 2015 entsprechende Reaktiverungsbemühungen. Die nächsten Bahnhöfe sind in Schwandorf und Maxhütte-Haidhof. Den öffentlichen Personenverkehr besorgen Buslinien nach Regensburg (25 km), Schwandorf (18 km), Maxhütte-Haidhof (5 km), Kallmünz (8 km) und Amberg (40 km).
Burglengenfeld liegt im Bedienungsgebiet des Regensburger Verkehrsverbunds (RVV).
Die Stadt betreibt in Eigenregie eine Stadtbuslinie, eine Friedhoflinie sowie eine Umlandlinie zur Anbindung der Ortsteile an die Kernstadt.

### Öffentliche Einrichtungen
- Asklepios Klinik Burglengenfeld (vormals Kreiskrankenhaus)
- Polizeiinspektion
- BRK-Rettungswache
- Freiwillige Feuerwehr
- BRK Senioren-Wohn- und Pflegeheim
- Seniorenresidenz Naabtalpark
- AWO-Heim
- Stadtbibliothek
- Oberpfälzer Volkskundemuseum
- Bürgertreff am Europaplatz

### Ansässige Unternehmen
In Burglengenfeld gibt es mit dem Heidelberg-Materials-Zementwerk nur noch einen größeren Arbeitgeber. Das Werk der Firma Hansa Metallwerke wurde 2019 unter Wegfall aller Arbeitsplätze geschlossen. Des Weiteren liegt das Logistikzentrum der Firma NBG in Burglengenfeld. Im Stadtzentrum liegt die Zentrale der Beraten+Planen-Gruppe, die aktuell etwa 150 Mitarbeiter beschäftigt. Im südlichen Landkreis Schwandorf ist Burglengenfeld ein Standort von Einzelhandel, Dienstleistern und Kleingewerbe.

### Bildung
Burglengenfeld bietet sämtliche Schularten sowie Betreuungseinrichtungen:
- Hans-Scholl-Grundschule
- Sophie-Scholl-Mittelschule
- Realschule am Kreuzberg
- Johann-Michael-Fischer-Gymnasium
- Kommunaler Musikunterricht
- Josefine-Haas-Kindergarten
- Katholischer Kindergarten Don Bosco
- Kindergarten der Arbeiterwohlfahrt
- Kinderkrippe im Neuen Stadthaus
- Kinderkrippe „Naabtalzwerge“
- Verlängerte Mittagsbetreuung an der Grundschule
- Offene Ganztagsbetreuung an der Mittelschule, an der Realschule und am Gymnasium

### Ehemaliger Bundeswehrstandort
Zur Zeit des Kalten Krieges erhielt die Stadt nach der Gründung der Bundeswehr erstmals eine Garnison. In der 1992 aufgegebenen Naabtal-Kaserne waren Fernmeldeteile der Luftwaffe stationiert. Auf dem Gelände der ehemaligen Kaserne ist seit Ende der 1990er Jahre das Schul- und Sportzentrum Naabtalpark mit Stadthalle, Grund- und Mittelschule, eigenen Gebäuden für Mittags- und Ganztagsbetreuung sowie dem Wohlfühlbad Bulmare entstanden.

## Persönlichkeiten

### Söhne und Töchter der Stadt
- Matthäus Stang (1581/82–nach 1625), Zeichner und Kartograf
- Friedrich Brentel (II.) (um 1606–1636), Maler in Franken
- Georg Wendler (1619–1688), Rechenmeister
- Johann Michael Fischer (1692–1766), Barockbaumeister
- Josephine Haas (1783–1846), Stifterin, nach deren adeligem Namen Josepha Haas von Längenfeld-Pfalzheim die Längenfeldgasse in Wien benannt ist
- Johann Georg Kaiser (1801–1872), katholischer Theologe
- Andreas Eigner (1801–1870), Restaurator und Konservator, geboren in Dietldorf
- Georg Joseph Götz (1802–1871), Domkapitular der Diözese Würzburg und Abgeordneter des Bayerischen Landtags
- Friedrich Keilberth (1844–1919), Komponist und Kapellmeister
- Alois Jegg (1852–1935), Schreinermeister
- Georg Marion (eigentlich Georg Meyer, 1866–1935), Opernsänger, Opernregisseur und Gesangspädagoge
- Franz Fux (1882–1967), Landrat
- Otto Muntsch (1890–1945), Arzt, Generalarzt und Giftgasexperte
- Georg Hofmann (1895–1966), katholischer Geistlicher in Schönau bei Viechtach und Heimatforscher, geboren in Kirchenbuch
- Leopold Söllner (1905–?), KPD-Politiker und Widerstandskämpfer, geboren in Dietldorf
- Karl Bösl (1922–?), Heimatschriftsteller (siehe Literatur)
- Hans Höllrigl (1922–2005), Politiker (SPD)
- Dietrich Bierlein (1928–2015), Mathematiker
- Dietmar Zierer (1943–2015), Politiker (SPD, Grüne, Die Linke), Abgeordneter in Bayerischen Landtag
- Thea Gottschalk (* 1945), deutsche Schauspielerin und Ex-Frau von Fernsehunterhalter Thomas Gottschalk
- Udo Böbel (* 1952), Handballspieler und -trainer
- Stefan Preisl (* 1956), Holzbildhauer
- Christiane Böhm (* 1957), Politikerin (Die Linke), Abgeordnete im Landtag von Hessen
- Wolfgang Edenharder (* 1962), Vertreter der Volksmusik (Original Naabtal Duo)
- Christine Koller (* 1967), Autorin und Coach.
- Tobias Nicklas (* 1967), römisch-katholischer Theologe und Hochschullehrer
- Mirkus Hahn (* 1968), Schauspieler und Theaterregisseur
- Gerald Praschl (* 1968), Journalist
- Scotty Bullock (* 1969), Rock-'n'-Roll-Musiker
- Paulo Morello (* 1970), Jazzgitarrist und Komponist
- Florian Thalhofer (* 1972), Dokumentarfilmer und Medienkünstler
- Julia Ettl (* 1976), Richterin am Bundesgerichtshof
- Sebastian Karnatz (* 1981), Kunsthistoriker
- Simone Bauer (* 1990), Autorin und Moderatorin

### Persönlichkeiten, die mit der Stadt in Verbindung stehen
- Heilika von Lengenfeld (um 1103–1170), Mutter von Otto, dem ersten bayerischen Herzog des Hauses Wittelsbach (1180–1183)
- Kaiser Ludwig IV., genannt der Bayer (1281 oder 1282–1347), Kaiser des Heiligen Römischen Reiches, lebte um 1300 für etwa zwei Jahre auf der Burg.[24]
- Carl Ludwig Koch (1778–1857), Forstmann, Entomologe und Arachnologe, war von 1813 bis 1826 Oberförster in Burglengenfeld.
- Joseph Grasegger (1900–1967), Verwaltungsjurist, von 1939 bis 1945 Landrat (NSDAP) in Burglengenfeld

## Filme
- WAAhnsinn – Der Wackersdorf-Film (1986)